# Ворнар, Герат
Ге́рат Во́рнар (в.-луж. Gerat Wornar, 17 ноября 1942 года, деревня Стара-Цыгельница, Лужица, Германия) — католический священник, серболужицкий журналист, публицист и культурный деятель. Многолетний редактор журнала «Katolski Posoł» (1978—2013). Первый лауреат премии имени Гандрия Зейлера.

## Биография
Родился 17 ноября 1942 года многодетной крестьянской семье в серболужицкой деревне Стара-Цыгельница в окрестностях города Будишина. После окончания Серболужицкой высшей школы изучал теологию и в 1968 году был рукоположен в священники.
Первую мессу отслужил в католическом храме святых апостолов Симона и Фаддея в Хросчицах. В течение последующих шести лет служил в Ральбицах, потом с 1974 по 1976 год — в приходе коммуны Хросчицы и с 1976 по 1978 год — в городе Кулов.
С 1978 года — настоятель прихода в деревне Бачонь. С этого же года в течение следующих 35 лет до 2013 года на добровольной основе был главным редактором журнала «Katolski Posoł». Под его руководством журнал стал выходить каждую неделю. В 2012 году в соавторстве с Мачием Буланком издал иллюстрированную книгу «W katolskich Serbach».
20 июня 2014 года получил премию имени Гандрия Зейлера «за многолетнюю добровольную и настойчивую деятельность на благо сохранения и распространения литературного лужицкого языка в качестве главного редактора и публициста».